# Ruspolia marshallae
Ruspolia marshallae är en insektsart som beskrevs av Bailey, W.J. 1980. Ruspolia marshallae ingår i släktet Ruspolia och familjen vårtbitare. Inga underarter finns listade i Catalogue of Life.